# Étalans
Ne doit pas être confondu avec Étalante.
Étalans est une commune nouvelle, commune française située dans le département du Doubs, la région culturelle et historique de Franche-Comté et la région administrative Bourgogne-Franche-Comté.
Elle est née le 1er janvier 2017 de la fusion de l'ancienne commune d'Étalans, de Charbonnières-les-Sapins et de Verrières-du-Grosbois.

## Géographie
La commune d'Étalans se situe sur la deuxième marche du plateau d'Ornans avec une altitude comprise entre 550 à 600 mètres.

### Localisation
Étalans est à 25 km au sud-est de Besançon et à 33 km au nord-ouest de Pontarlier.

### Climat
Pour des articles plus généraux, voir Climat de la Bourgogne-Franche-Comté et Climat du Doubs.
En 2010, le climat de la commune est de type climat de montagne, selon une étude du Centre national de la recherche scientifique s'appuyant sur une série de données couvrant la période 1971-2000. En 2020, Météo-France publie une typologie des climats de la France métropolitaine dans laquelle la commune est dans une zone de transition entre le climat semi-continental et le climat de montagne et est dans la région climatique Jura, caractérisée par une forte pluviométrie en toutes saisons (1 000 à 1 500 mm/an), des hivers rigoureux et un ensoleillement médiocre.
Pour la période 1971-2000, la température annuelle moyenne est de 8,7 °C, avec une amplitude thermique annuelle de 16,6 °C. Le cumul annuel moyen de précipitations est de 1 319 mm, avec 13,5 jours de précipitations en janvier et 10,4 jours en juillet. Pour la période 1991-2020, la température moyenne annuelle observée sur la station météorologique de Météo-France la plus proche, « Épenoy », sur la commune d'Épenoy à 8 km à vol d'oiseau, est de 9,2 °C et le cumul annuel moyen de précipitations est de 1 363,0 mm. 
La température maximale relevée sur cette station est de 36,4 °C, atteinte le 7 août 2003 ; la température minimale est de −18,8 °C, atteinte le 5 février 2012,,.
Les paramètres climatiques de la commune ont été estimés pour le milieu du siècle (2041-2070) selon différents scénarios d'émission de gaz à effet de serre à partir des nouvelles projections climatiques de référence DRIAS-2020. Ils sont consultables sur un site dédié publié par Météo-France en novembre 2022.

### Les environs
Étalans est entouré de nombreux villages. Fallerans, est un petit village situé à 3,5 km, qui partage une école avec Étalans. Un peu plus loin, Valdahon est la ville la plus proche à 5 km.
La commue accueille le Dino-Zoo.

#### Communes limitrophes
| Naisey-les-Granges                               | Gonsans              | Vercel-Villedieu-le-Camp |
| Trépot L'Hôpital-du-Grosbois Tarcenay-Foucherans | Étalans              | Valdahon                 |
| Ornans                                           | Guyans-Durnes Saules | Fallerans                |

### Les transports

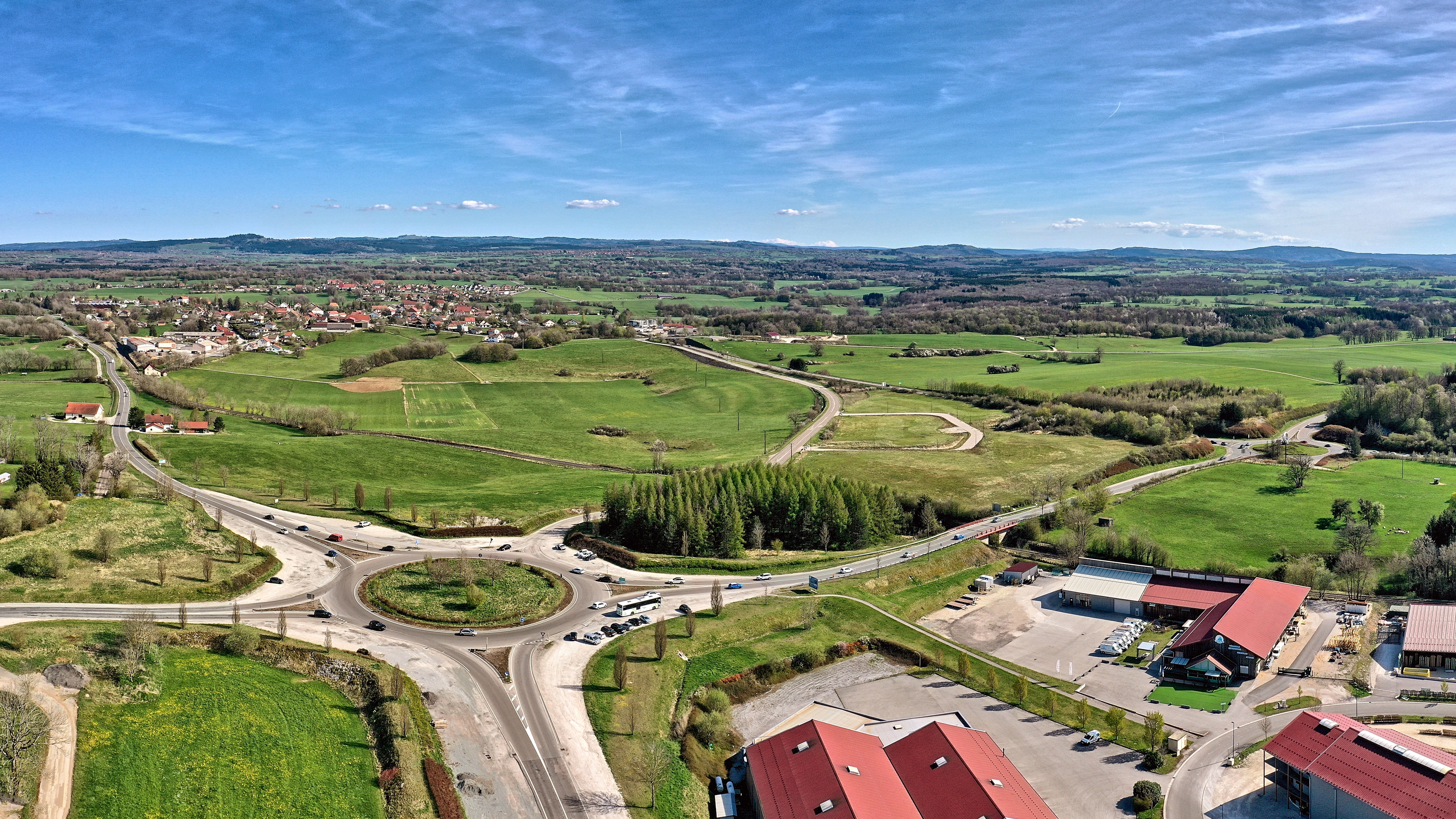
Le double rond-point d'Étalans.

La commune est au centre du département et a la particularité d'être le point de rencontre, grâce au double rond-point de l'Alliance et de Croix-de-Pierre, de trois grandes routes :
- la N 57 entre Besançon et Pontarlier,
- la D 461 en direction de Valdahon et de la frontière Suisse dénommée la Route des Microtechniques,
- la D 492 reliant Baume-les-Dames à Salins-les-Bains.

La ligne de TER Besançon - La Chaux-de-Fonds passe aussi par la gare d'Étalans. Elle dessert Besançon (gares Viotte et Mouillère) Morre, Mamirolle, Saône, L'Hôpital-du-Grosbois, Valdahon et Morteau.

### Le territoire
Le village, s'élevant à 588 mètres d'altitude, est composé d'anciens quartiers ruraux, mais s'est développé en construisant des lotissements. Sur le territoire de la commune se trouvent le gouffre de Poudrey, le Dino-Zoo, l'étang des Durgeons, des forêts de chasse et aussi, au sud, le ruisseau des Breuillots qui devient la Brême à partir du pont de Fagot.

## Urbanisme

### Typologie
Au 1er janvier 2024, Étalans est catégorisée bourg rural, selon la nouvelle grille communale de densité à 7 niveaux définie par l'Insee en 2022.
Elle est située hors unité urbaine. Par ailleurs la commune fait partie de l'aire d'attraction de Besançon, dont elle est une commune de la couronne,. Cette aire, qui regroupe 310 communes, est catégorisée dans les aires de 200 000 à moins de 700 000 habitants,.

## Toponymie
Athalens en 1049 ; Atalens en 1118 ; Athalans à la fin du XIVe siècle ; Estalans au XVe siècle, au XVIIIe siècle ; Etalans depuis le XIXe siècle - Hameau d'Oupans : Opens en 1049 ; Houpans au XIVe siècle ; Oupans depuis le XVe siècle.

## Histoire

### Quelques repères historiques

#### De l'Antiquité au Moyen Âge
Le passage de Jules César entre Besançon et Lausanne, a laissé quelques traces localement. Étalans (Estalanus) et son hameau Oupans, sont cités dès 1049. Au début de la féodalité, les terres appartiennent aux seigneurs de Montfaucon et à la noble famille de Durnes. Dès 1260, l'Archevêque Guillaume de la Tour accorde aux habitants des lettres d'affranchissement, qui ne les libèrent toutefois pas des impôts indirects et des charges du château.

#### Le château
L'Archevêché de Besançon est aussi propriétaire de certaines parcelles et y élève un château entre 1260 et 1298. Brûlé et ruiné par les Suédois en 1639, et il ne reste qu'une enceinte rectangulaire de 120 mètres sur 110 mètres, avec un parapet et des fossés. Inscrit à l'inventaire des monuments historiques depuis 1983, l'ensemble est engazonné et ne laisse apparaître aucune maçonnerie.

#### Pendant la révolution
Pendant la Révolution française, le village étant bien d'église, les sans-culottes tuèrent et massacrèrent sans merci. Les prêtres qui avaient alors été expulsés, s'étaient réfugiés en Suisse, et revenaient clandestinement au moulin Breuillot (dit Bacaca) pour marier et baptiser. La population avant 1790 était de 1 000 âmes, après être descendue à 700 (révolution oblige) est remontée progressivement jusqu'à nos jours.

#### Les échanges desXIXeetXXesiècles
De 1800 à 1900, Étalans devint prospère, grâce aux transports réguliers ; d'abord la diligence et ensuite le chemin de fer qui facilitèrent grandement les échanges. Des foires agricoles sont organisées à la fin du XIXe siècle. Des concours de chevaux se déroulaient anciennement sur l'ancien champ de foire.
Aujourd'hui demeurent deux grands évènements de cette époque, la foire aux fleurs et le concours de chevaux en été.

### Blason
C'est Guillaume II de la Tour qui nous apporte ses premières armoiries : Le franc canton : pièce carrée plus petite que le franc-quartier et occupant environ le neuvième de la partie supérieure gauche de l'écu. Celui-ci est couleur azur.

La bande : pièce honorable délimitée par deux segments de droite parallèles, tracés de l'angle dextre du chef l'angle senestre de la pointe. La bande recouvre environ le tiers de la surface de l'écu (corps du blason = champ ) celle-ci est « gueules ».

Au début de la féodalité ce sont les seigneurs de Montfaucon qui coiffent toute la région de même que l'influente famille noble de Durnes possède dès le XIIe siècle une partie importante du territoire d'Étalans.
« Agis bien et ne crains rien »
Au mois d'avril 1253 Jean de Durnes reprend en fief les châteaux d'Etrabonne, des Vaites, de Guillaume de la Tour et lui cède, moyennant 300 livres, tous ses droits sur Étalans.
Ce sont là deux familles ayant grande importance sur le territoire communal. ce qui nous donne pour les seigneurs de Montfaucon : deux bars adossés (azur) sur un fond métal or. La famille noble de Durnes nous apporte le lion ; celui-ci est sable « lampassé » de gueules, armé également de griffes gueules (lampassé : du francisque lampos, qualifie la langue des mammifères et en particulier des fauves, lorsqu'elle est d'un émail particulier : ex. un lion d'or lampassé de gueules).
Voilà donc réunis, au point de vue historique, les différentes armes ayant appartenu à ces anciennes familles et qui ont permis de reconstituer et de redessiner les armoiries d'Étalans.
En ce qui concerne la devise adoptée par Étalans (agis bien et ne crains rien), elle figurait sur la maison Guinchard au centre du village, et a été choisie parmi quatre possibles.
La famille Dondey d'Étalans a réalisé une très bonne et très longue étude sur ce sujet, vous en avez ici qu'un bref résumé.

## Politique et administration
La commune présente la particularité d'être partagée entre 2 cantons depuis le regroupement opéré en 2017 avec   Verrières-du-Grosbois et Charbonnières-les-Sapins. Si les 2 premières communes font partie du canton de Valdahon, Charbonnières était et reste dans le canton d'Ornans. La commune nouvelle d'Étalans fait partie  de la communauté de communes des portes du Haut-Doubs (ex Pierrefontaine-Vercel).

### Communes déléguées
La commune nouvelle est formée par la réunion de 3 anciennes communes :
| Nom                                       | Code Insee | Intercommunalité                    | Superficie (km2) | Population (dernière pop. légale) | Densité (hab./km2) |
| ----------------------------------------- | ---------- | ----------------------------------- | ---------------- | --------------------------------- | ------------------ |
| Étalans (ancienne commune) (siège)        | 25222      | CC du Pays de Pierrefontaine Vercel | 23,95            | 1 236 (2014)                      | 52                 |
| Charbonnières-les-Sapins                  | 25123      | CC du Pays d'Ornans                 | 9,10             | 190 (2014)                        | 21                 |
| Verrières-du-Grosbois (commune d'Étalans) | 25610      | CC du Pays de Pierrefontaine Vercel | 7,86             | 38 (2014)                         | 4,8                |

### Liste des maires
| Période      | Période  | Identité           | Étiquette | Qualité |
| ------------ | -------- | ------------------ | --------- | ------- |
| janvier 2017 | mai 2020 | Jean-Marie Roussel |           |         |
| mai 2020     | En cours | Paul Ruchet        |           |         |

## Population et société

### Démographie
L'évolution du nombre d'habitants est connue à travers les recensements de la population effectués dans la commune depuis sa création.

En 2022, la commune comptait 1 648 habitants, en évolution de +7,57 % par rapport à 2016 (Doubs : +1,88 %, France hors Mayotte : +2,11 %).
| 2015  | 2016  | 2017  | 2018  | 2019  | 2022  |
| ----- | ----- | ----- | ----- | ----- | ----- |
| 1 490 | 1 532 | 1 550 | 1 573 | 1 595 | 1 648 |

## Économie
Il convient de se reporter aux articles consacrés aux anciennes communes fusionnées.

## Culture locale et patrimoine

### Lieux et monuments
- Le Château des Archevèques (ruines)  Inscrit MH (1983).
- La Maison d'Elisée Cusenier  Inscrit MH (2013).
- L'église de la Nativité-de-Notre-Dame de Charbonnières-les-Sapins recensée dans la base Mérimée[17].
- L'église Saint-Nicolas d'Étalans.

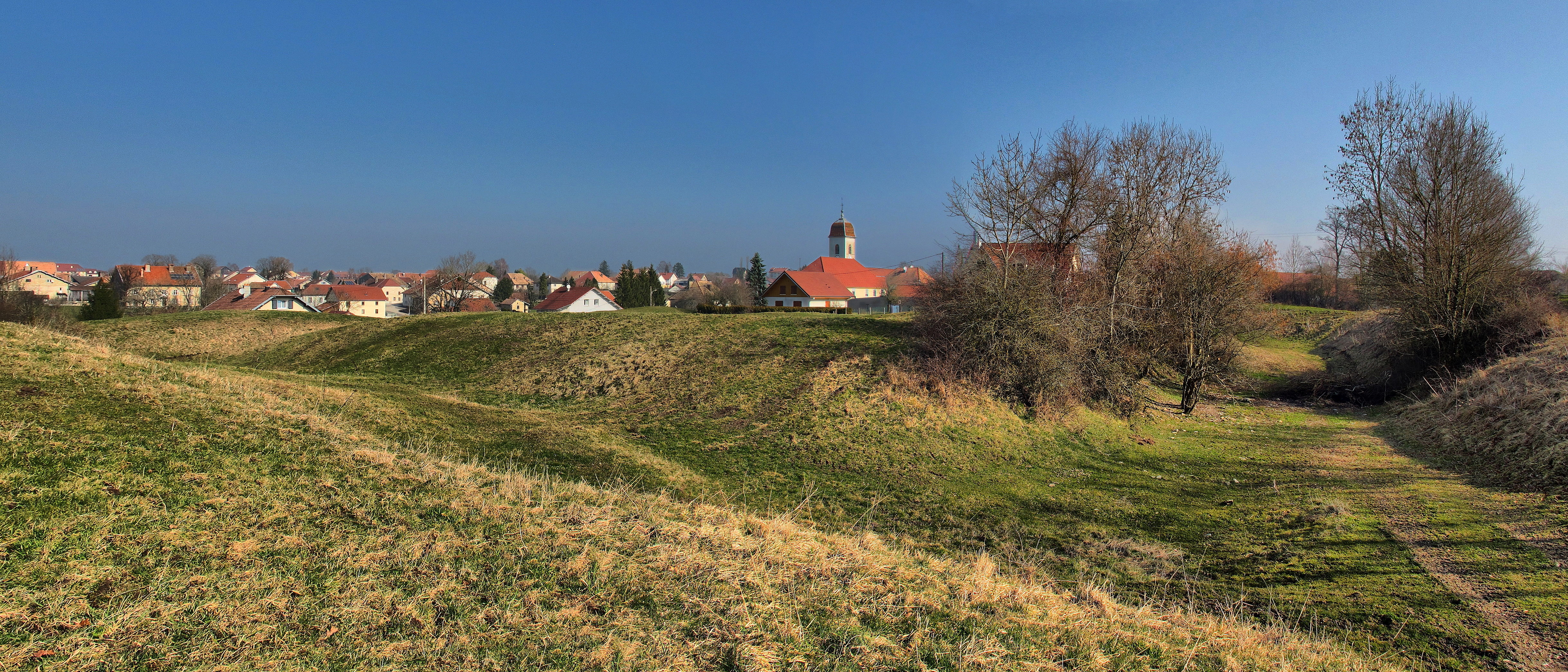
Les vestiges engazonnés du château des Archevêques.
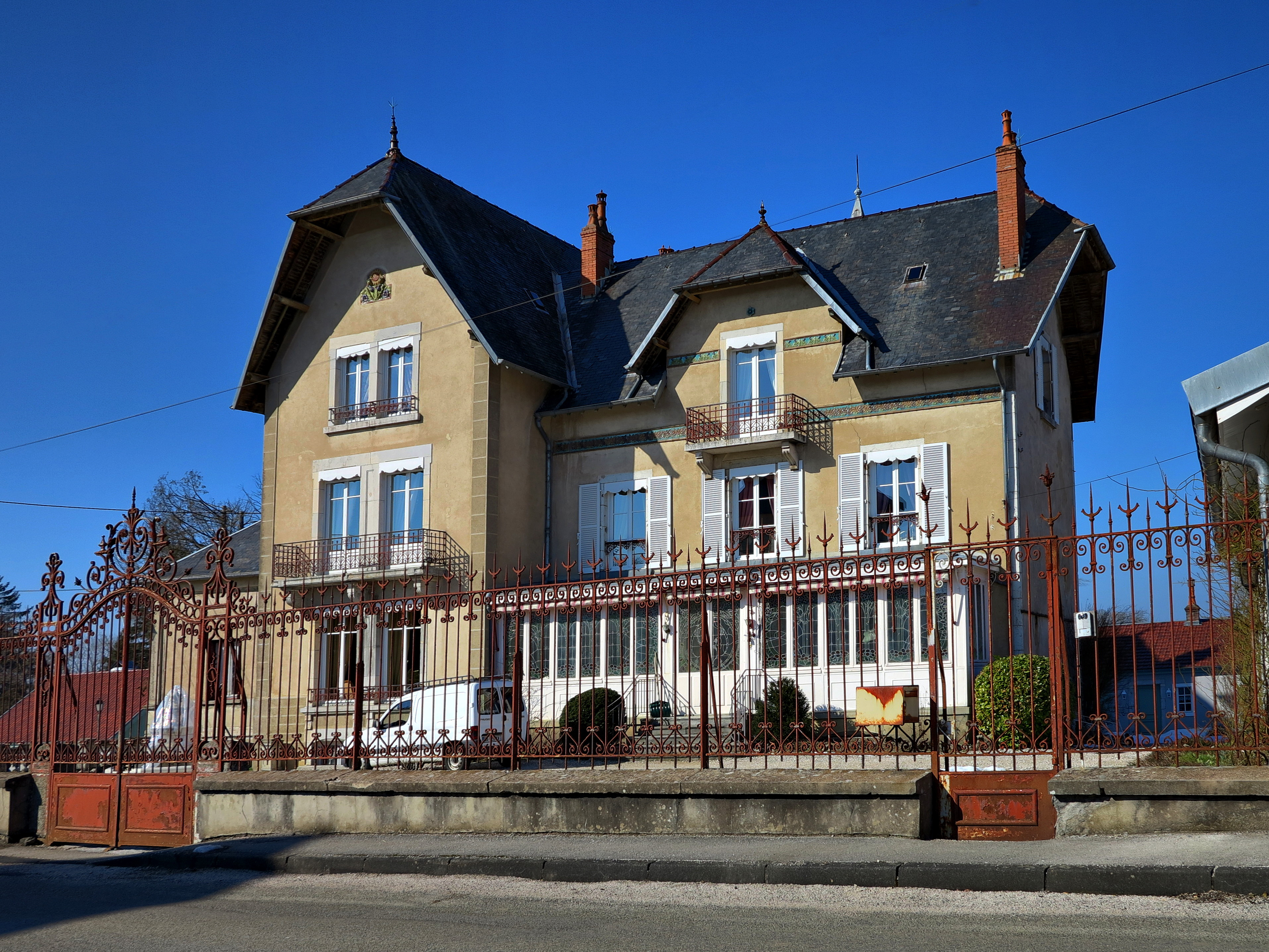
La maison d'Elisée Cusenier.
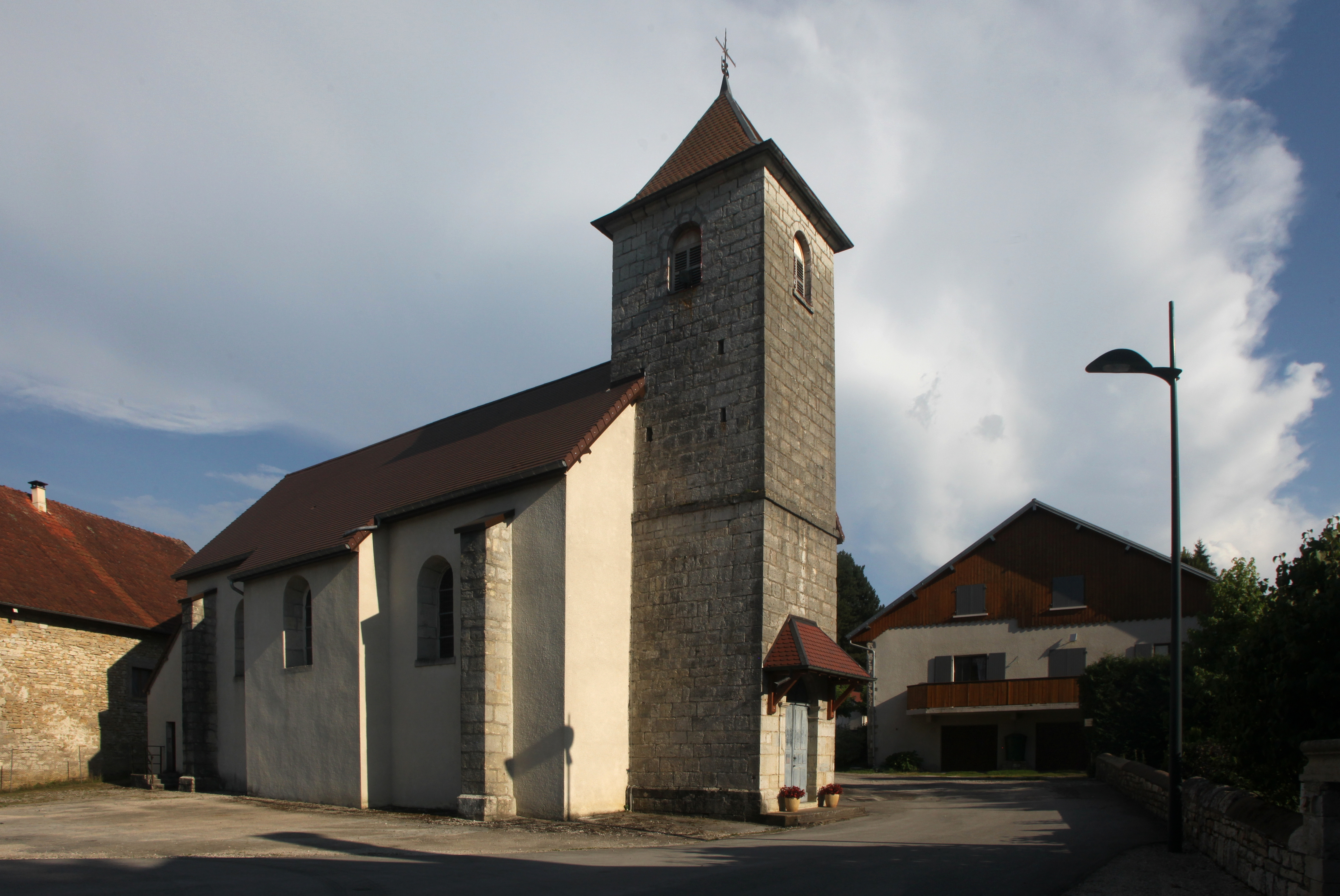
L'église Charbonnières-les-Sapins.
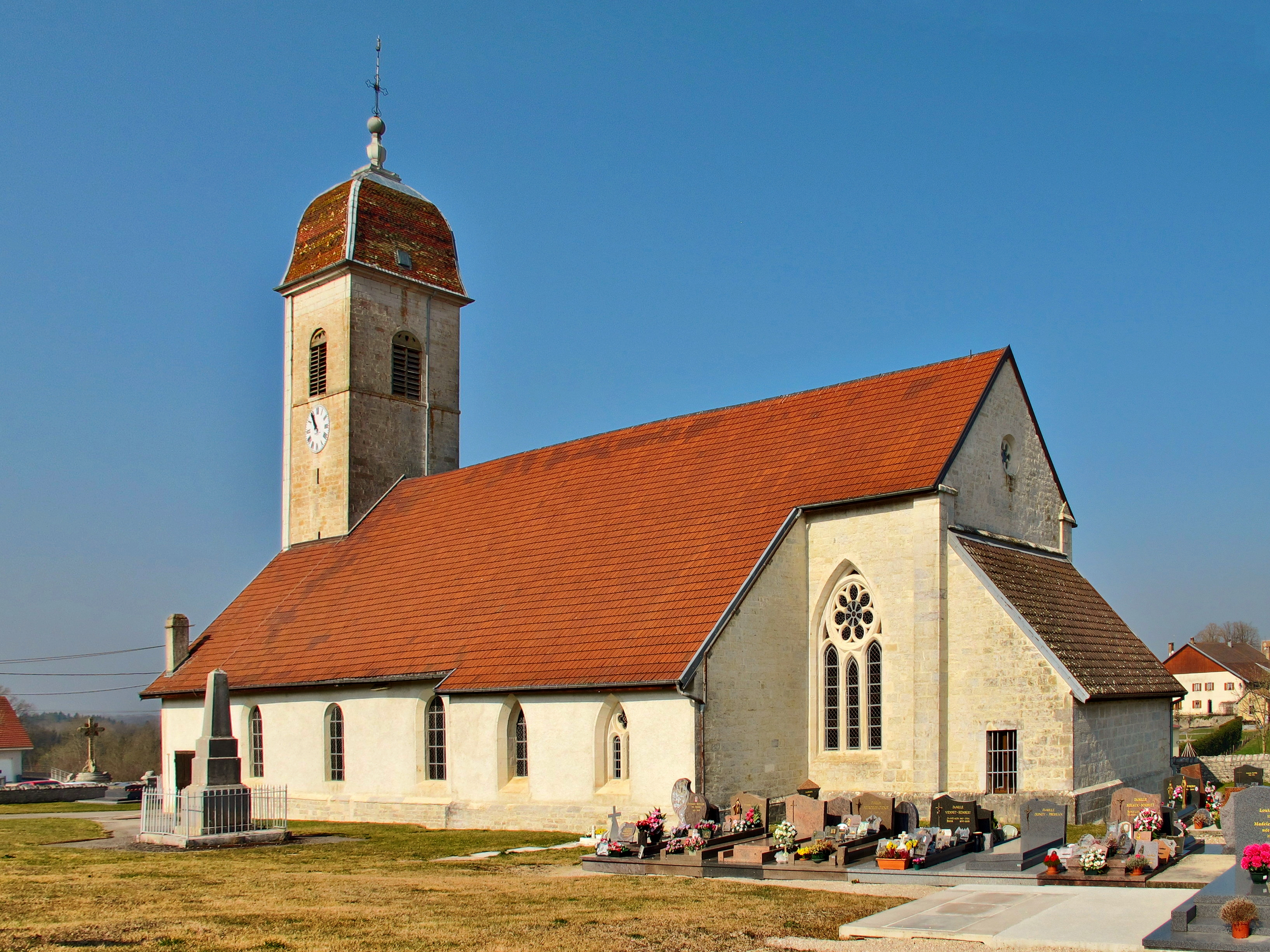
Église d'Étalans.

- Le Gouffre de Poudrey.
- Le parc Dino-Zoo.
- La vallée de la Brême et son affluent, le ruisseau de Chauderotte.
- L'étang des Durgeons
- La forêt domaniale de Verrières-du-Grosbois et son parc animalier de cerfs Sika[18]

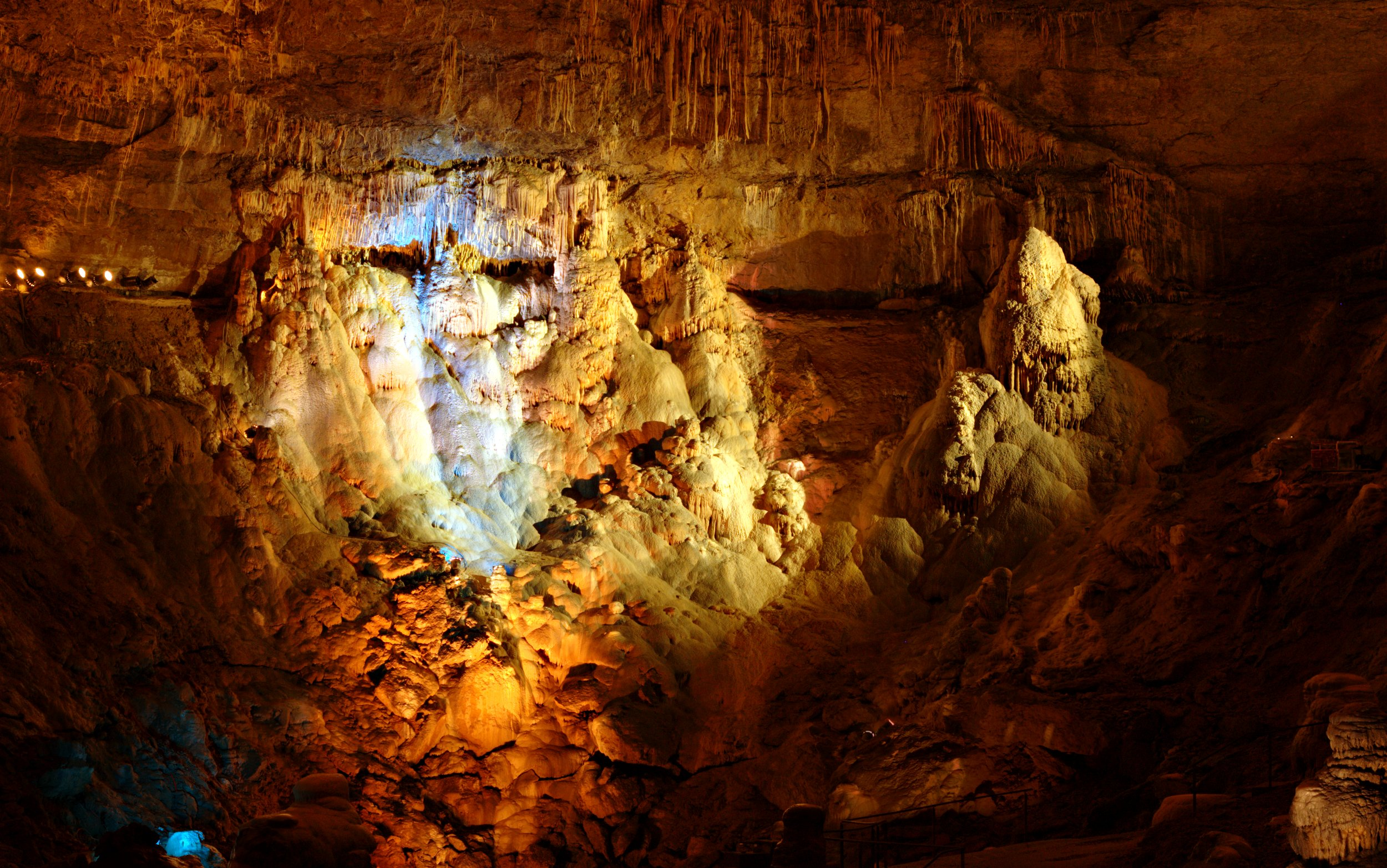
Le gouffre de Poudrey.
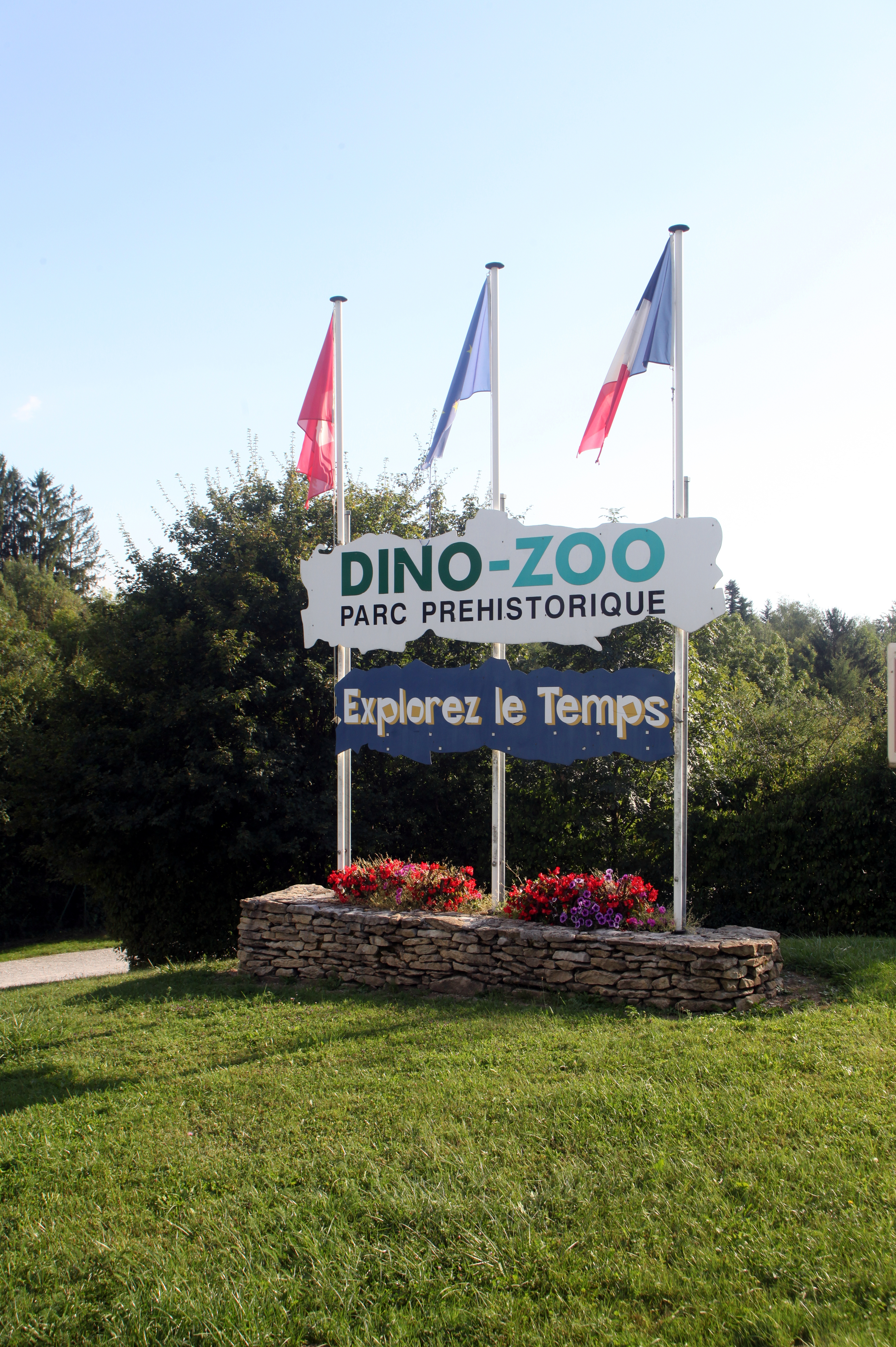
Entrée du Dino-zoo.
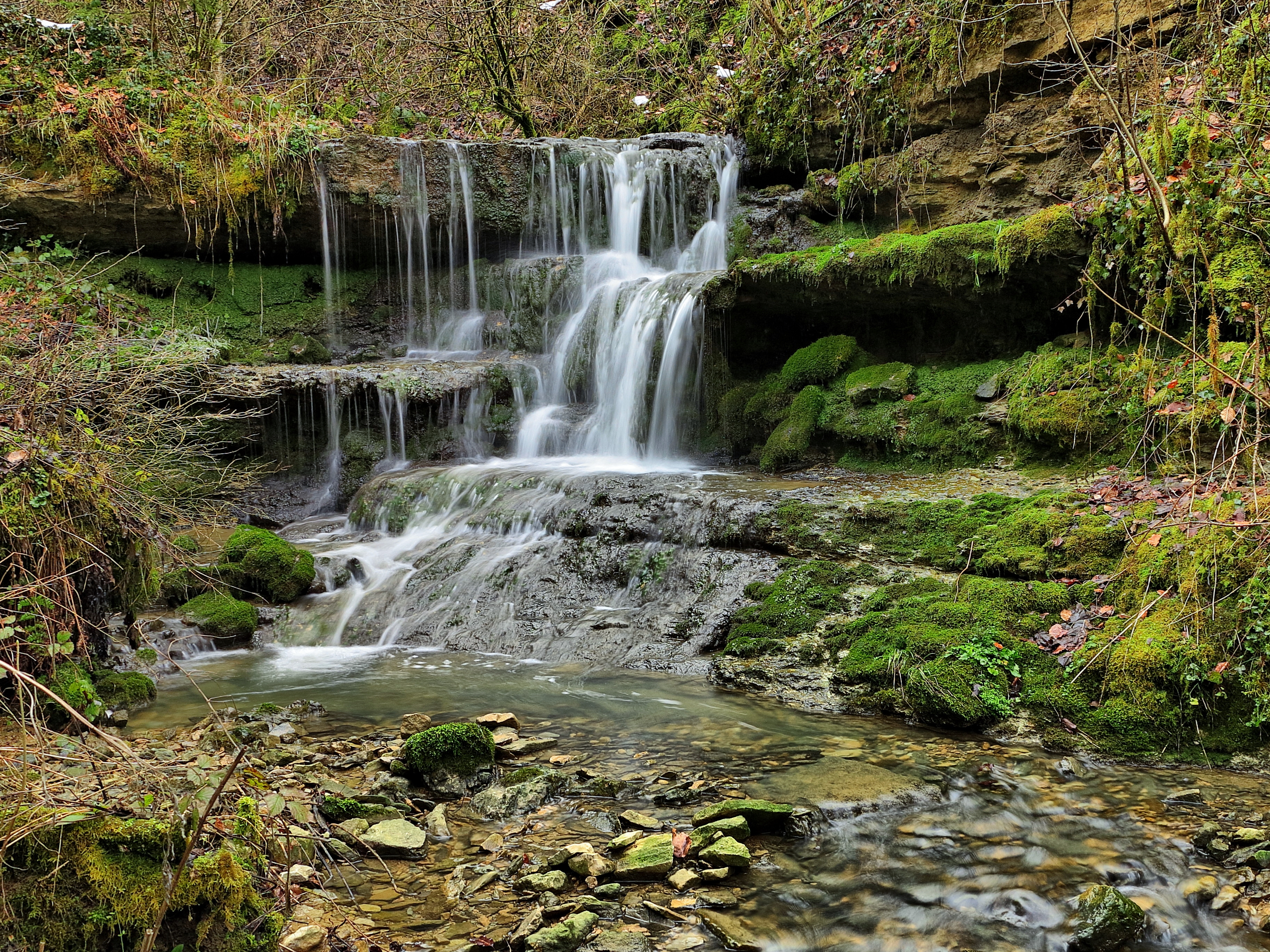
Cascade sur le ruisseau de Chauderotte.
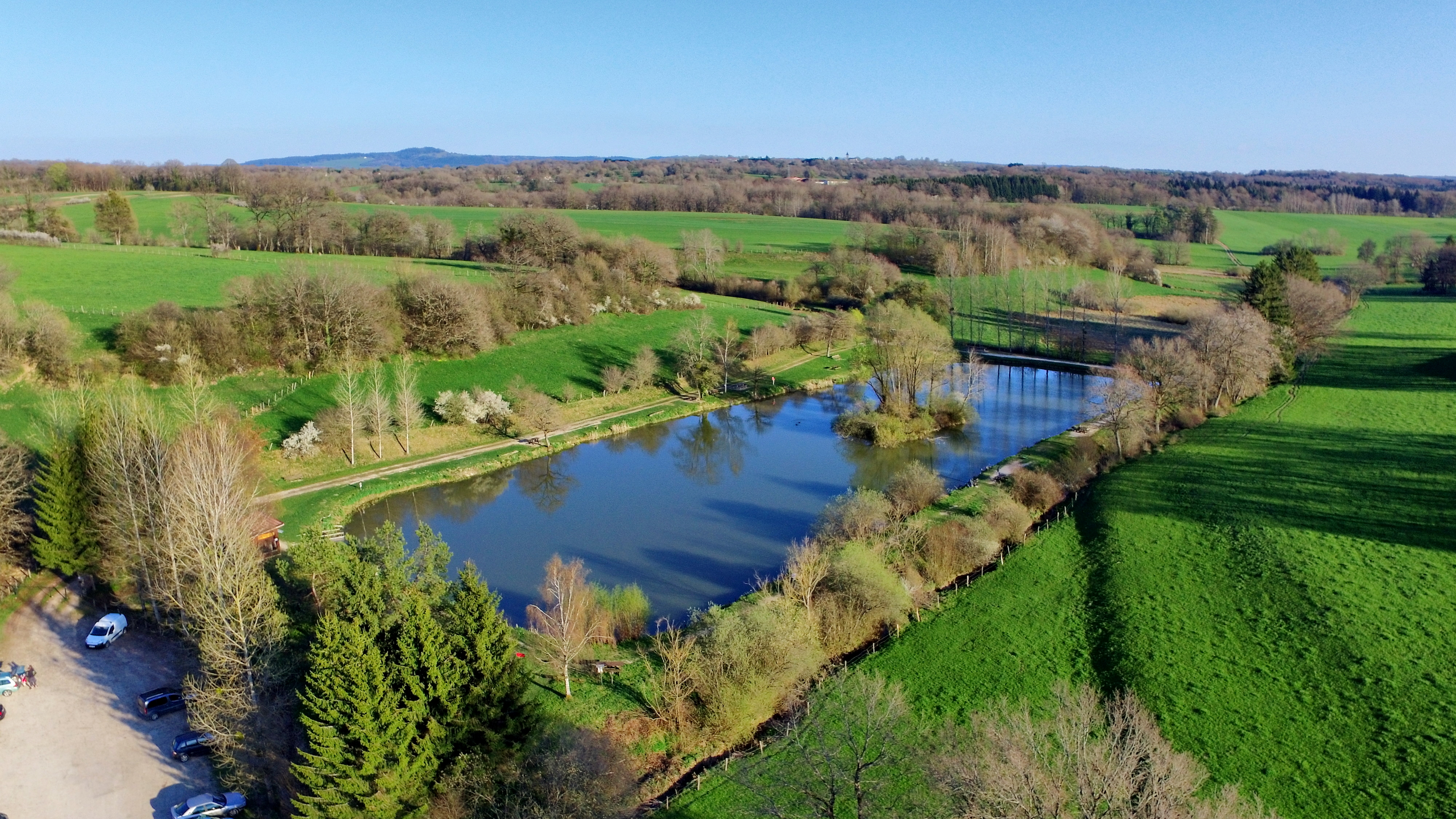
L'étang des Durgeons.
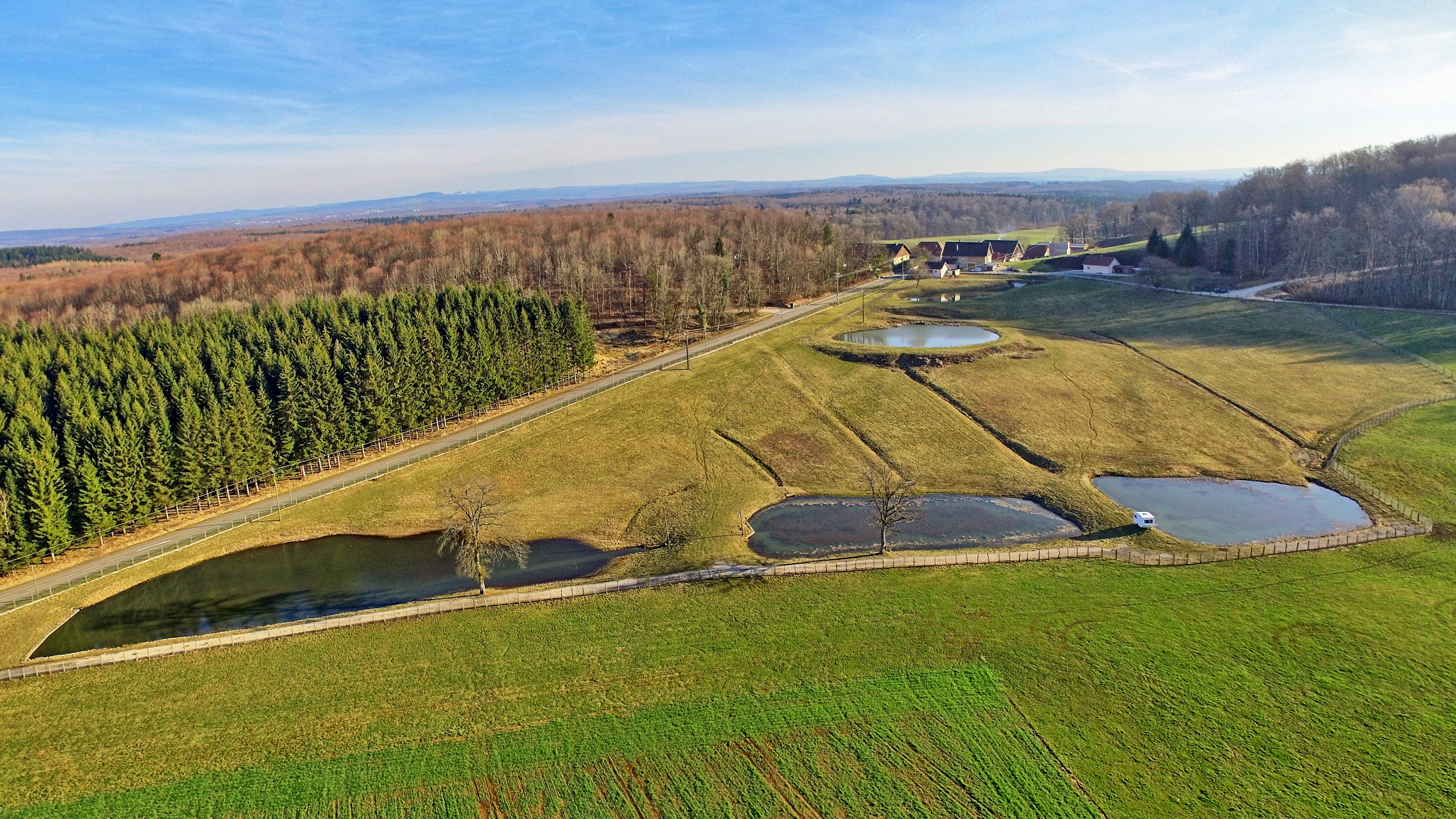
Le village de Verrières-du-Grosbois au milieu de la forêt et des étangs.

- Les fontaines : 
  - Le lavoir octogonal au bassin rond, près de la mairie
  - La fontaine de la Ruine à Bermotte
  - La fontaine de la Pissoire près de l'étang des Durgeons
- La sculpture du rond-point de l'Alliance sur la RN 57 : Paul Gonez a réalisé, en 1996, une "porte"[Note 4] sur l'itinéraire de la route des microtechniques[Note 5] marquant le passage entre les mondes industriel (Besançon) et agricole (Haut-Doubs). Un cercle en acier inoxydable, de 7 m de diamètre, est placé verticalement. Un balancier, comportant 2 sphères à ses extrémités[Note 6], est installé transversalement à l'intérieur du cercle, symbolisant l'horlogerie.

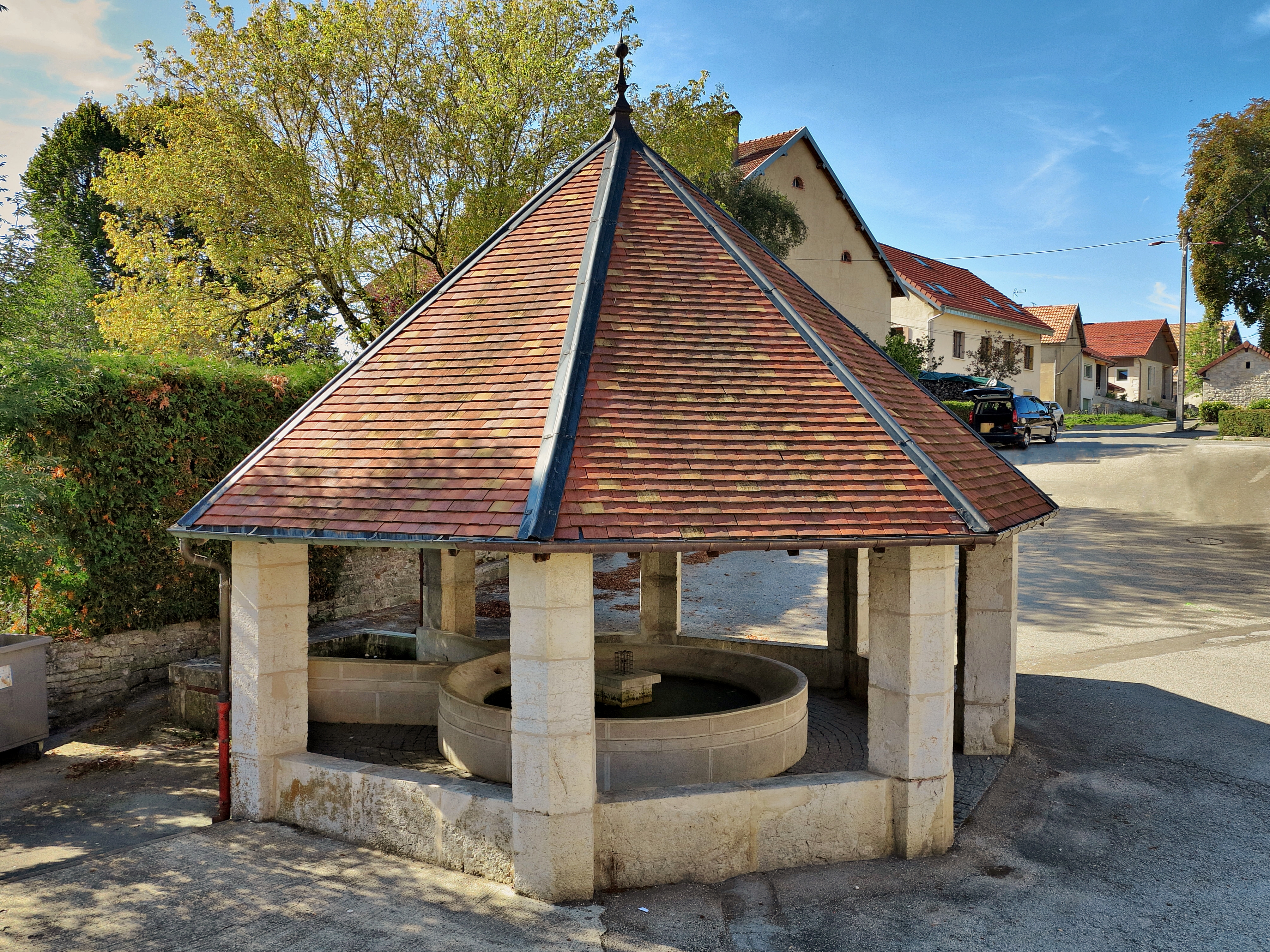
Le lavoir octogonal.
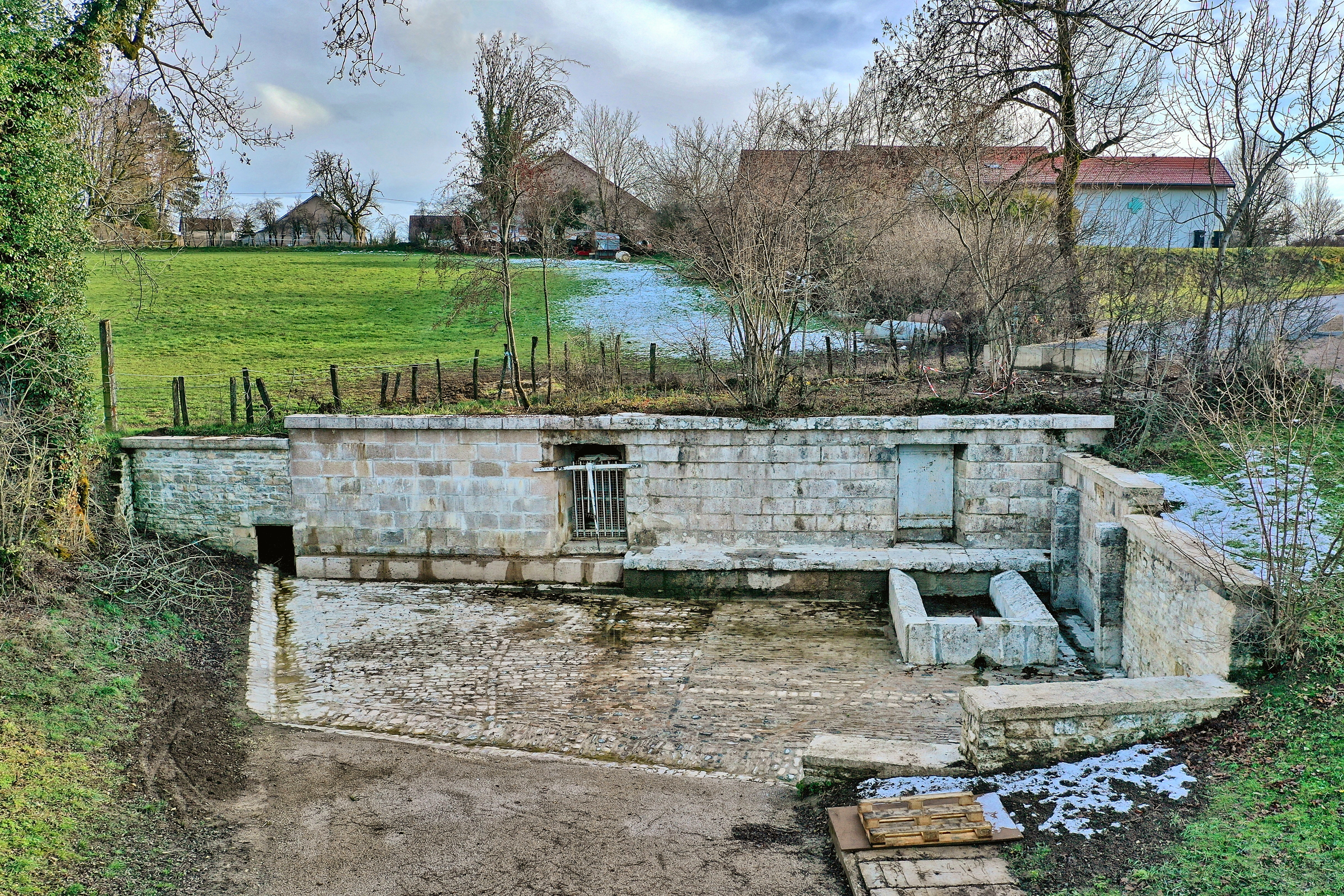
La fontaine de la Ruine.
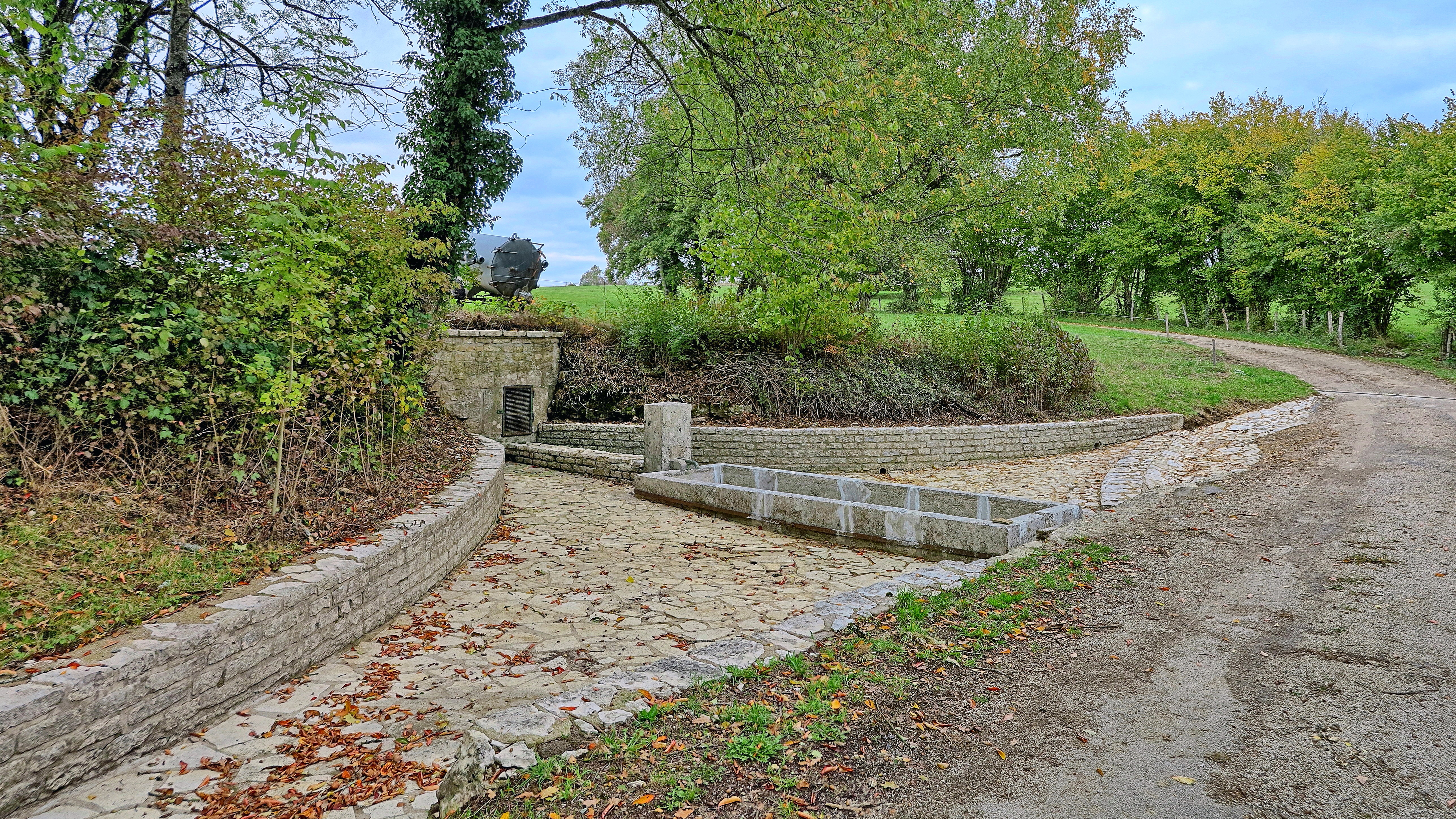
La fontaine de la Pissoire.
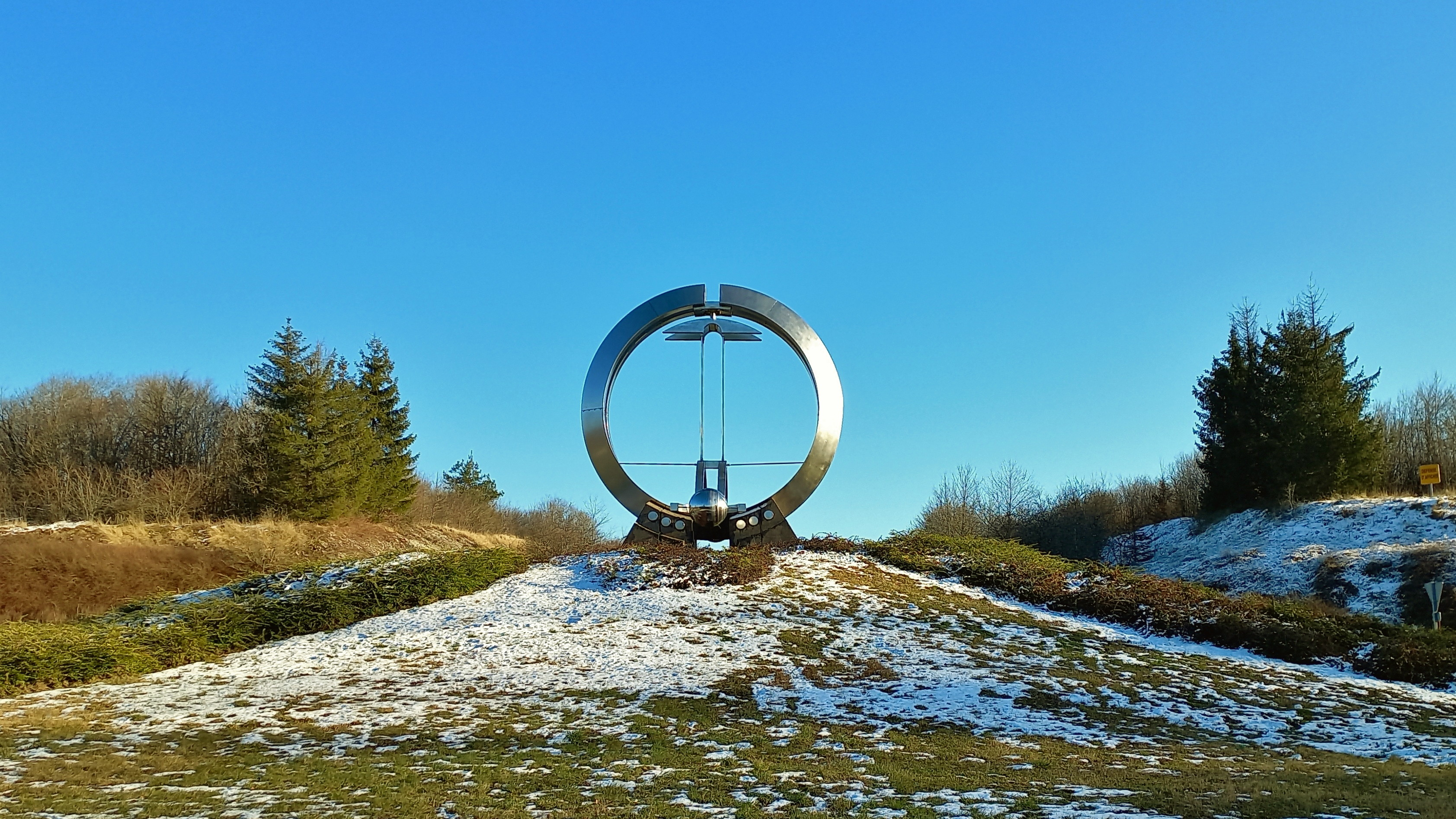
Le rond-point de l'Alliance.

### Personnalités liées à la commune
- Eugène Cusenier, né à Étalans le 15 octobre 1832, est le fondateur de la maison Cusenier, distillerie installée en 1868 à Ornans. Il développa par la suite l’affaire à Paris, Mulhouse et Marseille. Eugène Cusenier innova pour la création des liqueurs. Il est mort à Paris en 1894.
- Élisée Cusenier, né à Étalans le 26 avril 1851, succéda à son frère Eugène à la tête de la distillerie d’Ornans. Il fut aussi bienfaiteur de Besançon, il légua dans son testament sept millions de francs répartis entre des œuvres différentes. Après la mort de son frère, il eut un rôle prépondérant dans la distillerie Eugène Cusenier fils aîné and Cie. Il est à l’origine de la création d’usines à Marseille, Bruxelles et Buenos Aires. Il a été maire d’Etalans durant une vingtaine d’années. Excellent agronome, il présida la Société d’agriculture du Doubs. Il est mort le 17 novembre 1928 à Besançon.

### Héraldique
Blason de la commune
| Blason de Étalans | Blason  | Tranché : au 1) d’argent au lion de sable, armé et lampassé de gueules, au 2) d’or aux deux bars adossés d’azur ; à la bande de gueules brochant sur la partition ; au franc canton d’azur. |
| Blason de Étalans | Détails | Le statut officiel du blason reste à déterminer. |

### Événement

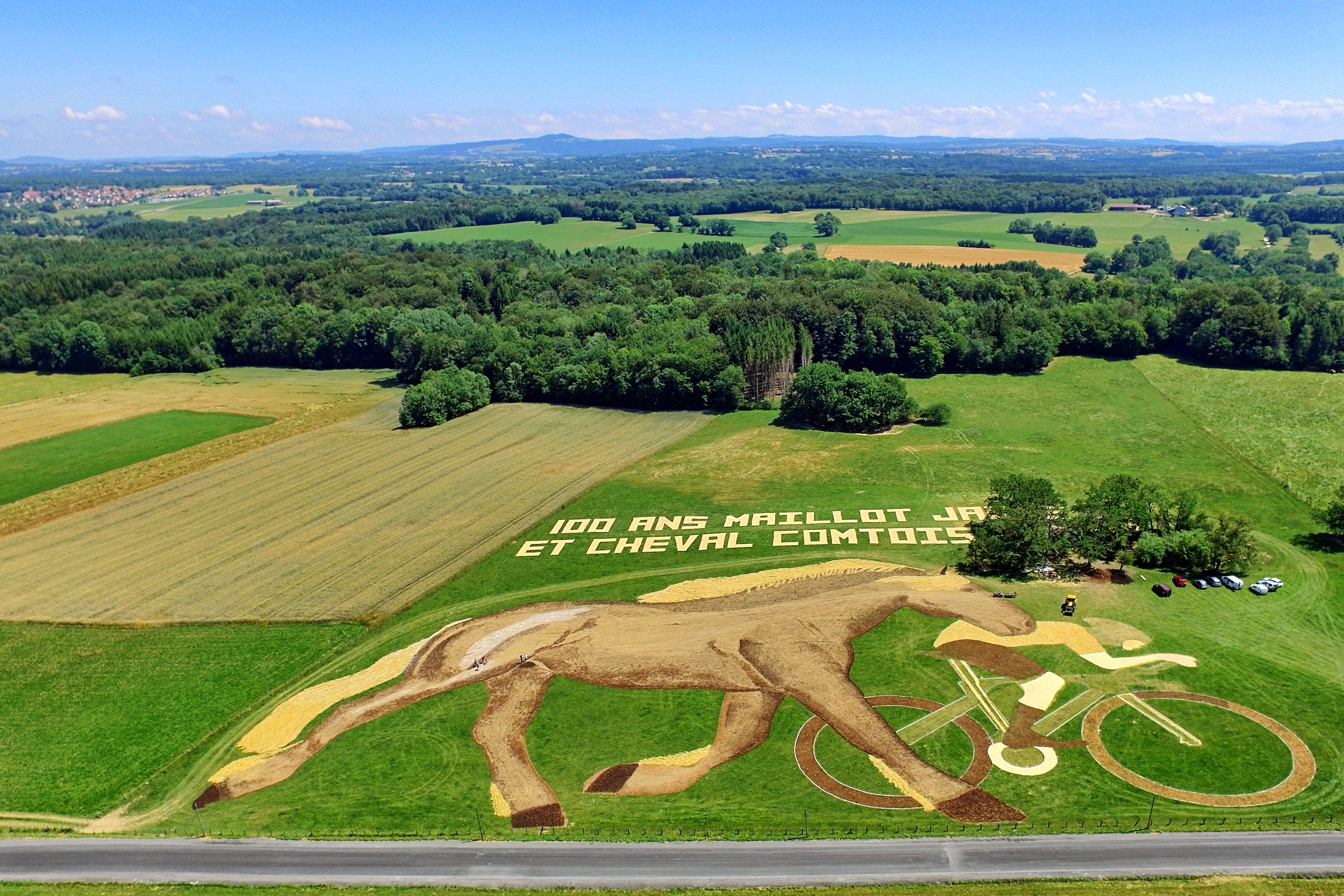
La fresque cheval comtois-cycliste.

Le 12 juillet 2019, pour le passage du Tour de France sur la commune d'Étalans, l'Association nationale du cheval de trait comtois a réalisé une fresque géante représentant un cheval comtois et un cycliste faisant la course. Ce land art, œuvre éphémère de l'artiste jurassien Pierre Duc, fêtait le centenaire du Maillot jaune et du cheval comtois. Cette réalisation a obtenu le Prix Raymond Poulidor.